# Distrito autónomo de los Buriatos de Aguínskoye
El Distrito Autónomo buriato de Aguínskoye o Aga Buriatia (en ruso: Аги́нский-Буря́тский Автоно́мный О́круг, tr.: Aguinski-Buriatski avtonomni ókrug, en buriato: Агын Буряадай автономито тойрог Aguin Burjaadai avtonomito toyrog) era una división administrativa del krai de Zabaikalie en la Federación Rusa. Fue un distrito autónomo del óblast de Chitá hasta que se fusionó para formar parte del krai de Zabaikalie, el 1 de marzo de 2008. Tiene una extensión de 19.600 km² y una población de 77.308 habitantes, según el censo de 2012.

## Zona horaria
Buriatos de Aguínskoye se encuentra en la zona horaria de Yakutsk (YAKT/YAKST). Su posición según el UTC es +0900 (YAKT)/+1000 (YAKST).

## Población
En cuanto al origen étnico de los habitantes del distrito, según el censo ruso de 2002, había de 54 procedencias diferentes, de las que los principales grupos son los buriatos (62.5%) o rusos (35.1%), los tártaros unos 390 (0.5%) y otros grupos todavía más reducidos.
Últimamente ha habido algunas peticiones de integrar el distrito dentro la república de Buriatia. El buriato y el ruso son los idiomas oficiales.
|          | Censo 1959     | Censo 1970     | Censo 1979     | Censo 1989     | Censo 2002     |
| -------- | -------------- | -------------- | -------------- | -------------- | -------------- |
| Buriatos | 23.374 (47.6%) | 33.117 (50.4%) | 35.868 (52.0%) | 42.362 (54.9%) | 45.149 (62.5%) |
| Rusos    | 23.857 (48.6%) | 28.966 (44.0%) | 29.098 (42.1%) | 31.473 (40.8%) | 25.366 (35.1%) |
| Otros    | 1.878 (3.8%)   | 3.685 (5.6%)   | 4.069 (5.9%)   | 3.353 (4.3%)   | 1.698 (2.4%)   |